# Yukta Mookhey

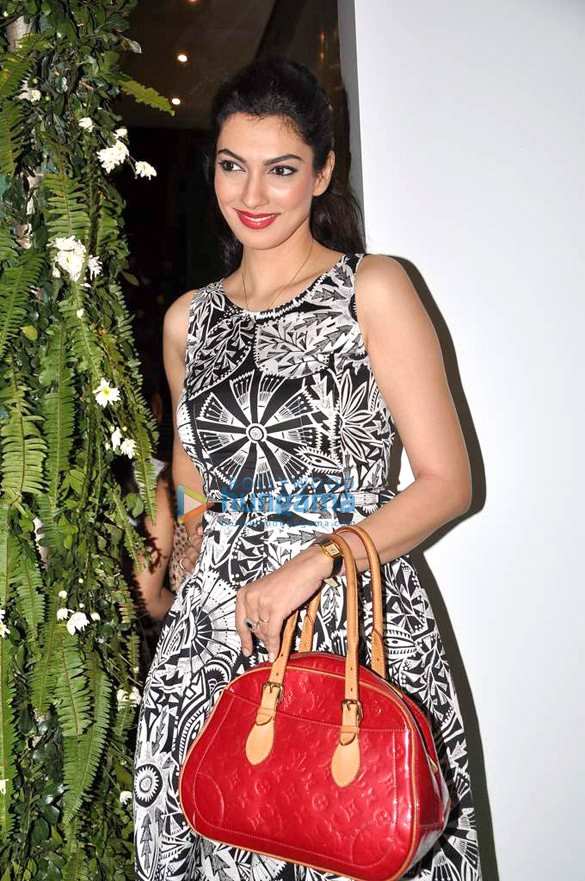
Yukta Mookhey

Yukta Inderlal Mookhey (auch Yukta Mukhi; * 7. Oktober 1979 in Mumbai, Maharashtra) ist ein indisches Model und gewann 1999 den Titel der Miss World.

## Biografie
Mookheys Familie stammt aus Nordindien, lebte aber im mittleren Osten des Subkontinents bis Yukta sieben Jahre alt war. Die Familie zog im Sommer 1986 nach Mumbai zurück. Yukta Mookhey studierte Zoologie am Kelkar College. Sie ist außerdem Mitglied der Bharatiya Janata Party (BJP), einer nationalistischen Partei Indiens.
Seit dem 2. November 2008 war sie mit Prince Tuli verheiratet. Diese Ehe wurde zwischenzeitlich geschieden. Die Vermählung wurde in Form einer traditionellen Sikh-Zeremonie abgehalten.

## Miss World
1999 wurde Mookhey zur Miss India World gewählt und konnte deswegen an der Wahl zur Miss World teilnehmen. Die Wahl zur 49. Miss World fand am 4. Dezember 1999 in der Olympia in London statt. Gastgeberinnen waren Ulrika Jonsson und Melanie Sykes. 94 Personen aus der ganzen Welt nahmen daran teil. Yukta Mookhey setzte sich im Finale gegen Miss Venezuela Martina Thorogood Heemsen und Miss Südafrika Sonia Raciti durch und wurde somit die vierte Miss World aus Indien.